# درو لینچ
اندرو لینچ (به انگلیسی: Andrew Lynch) (۱۰ اوت ۱۹۹۱ ‏(۳۳ سال))، استندآپ کمدین و بازیگر آمریکایی است. وی دارنده مقام دوم فصل دهم برنامه آمریکا استعداد دارد است. درو لینچ معمولاً ویدیوهای کمدی خود را تحت فایل در یوتیوب به اشتراک می‌گذارد. همچنین در ویدیوهای وی از سگ کمکی استفاده می‌شود. درو لینچ مشکل لکنت زبان را دارد و هدف وی از کمدی این است که به همه ثابت کند می‌توان از بخش‌های منفی به عنوان یک بخش مثبت استفاده کرد. فیلم‌های درو لینچ در یوتیوب بالای ۱۰۰ میلیون بازدید داشته‌است.